# Konopkówka
Konopkówka (ukr. Конопківка, Konopkiwka) – wieś na Ukrainie w rejonie tarnopolskim należącym do obwodu tarnopolskiego.
Do 2020 w rejonie trembowelskim.